# Еберхард Август Вільгельм фон Циммерман
Еберхард Август Вільгельм фон Циммерман (нім. Eberhard August Wilhelm von Zimmermann 1743—1815) — німецький географ і зоолог.

## Життя та робота
Він вивчав природничу філософію та математику в Лейдені, Галле, Берліні та Геттінгені, а в 1766 році був призначений професором математики та природничих наук у Колегіумі Каролінум у Брауншвейзі. Одним з його учнів був математик Карл Фрідріх Гаусс. З 1789 року він обіймав посаду авлічного радника в Брауншвейзі.
Протягом своєї кар'єри він багато подорожував Європою — Лівонією, Росією, Швецією, Данією, Англією, Францією, Німеччиною, Швейцарією та Італією. Під час своїх подорожей він проводив дослідження економічних умов та природних ресурсів. Він написав Specimen Zoologiae Geographicae Quadrupedum (1777), одну з перших праць про географічне поширення ссавців (зоогеографію).
У 1794 році його було обрано до Американського філософського товариства у Філадельфії, штат Пенсільванія.
Він був автором праць з різних предметів, таких як математика, природничі науки, країнознавство та історія відкриттів. З 1802 по 1813 рік він видавав «Taschenbuch der Reisen» («Довідник подорожей»).